# Savogna d'Isonzo
Savogna d'Isonzo (eslovè Sovodnje ob Soči, friülà Savogne di Gurize) és un municipi italià, dins de la província de Gorizia. L'any 2007 tenia 1.766 habitants. Limita amb els municipis de Doberdò del Lago, Farra d'Isonzo, Gorizia, Miren-Kostanjevica, Nova Gorica (Eslovènia) i Sagrado. La majoria de la població és eslovena.

## Administració
| Període | Identitat     | Partit                         |
| ------- | ------------- | ------------------------------ |
| 2004-   | Marco Petejan | Esquerra Unida/Zdruzena Levica |